# بان (أسطورة)

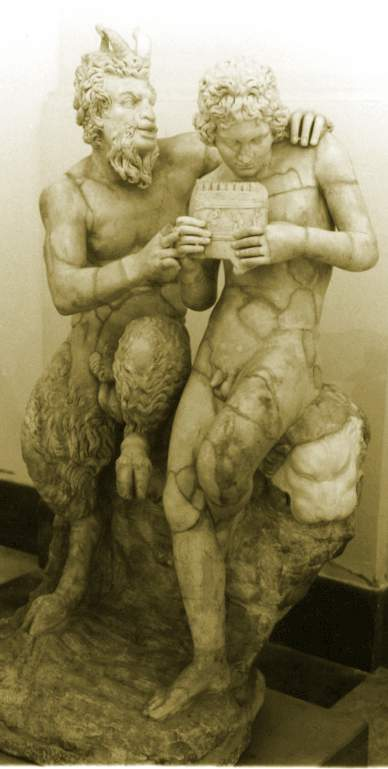
بان يعلم كيفية العزف على المزمار

في علم الأساطير والديانة الإغريقية القديمة، يمثل بان (باللغة الإغريقية: Πάν) إله البرية، والرعاة والقطعان، والموسيقى الرعوية والقصائد المرتجلة ورفيق الحوريات. يمتلك بان قرون الماعز، وساقيها ومؤخرتها، بشكل مشابه لمخلوقي الفون والساتير. يتخذ بان من أركاديا الرعوية موطنًا له، إذ يُعرف أيضًا بأنه إله الحقول، والبساتين والوديان المشجرة وغالبًا ما يرتبط بالجنس؛ لهذا السبب، يرتبط بان بالخصوبة وفصل الربيع.
في الأساطير والديانة الرومانية القديمة، طُوبق بان بشكل متكرر مع الإله فاونس، الذي يمثل إله الطبيعة ووالد الربة بونا ديا، التي تُعرف في بعض الأحيان بالآلهة فاونا؛ ارتبط بان أيضًا بشكل وثيق مع سيلفانوس، نظرًا إلى علاقاتهما المتشابهة مع الغابات، وإينووس، الذي يُعد إله غامض التعريف ومتطابق بدوره مع فاونس في بعض الأحيان. في القرنين الثامن عشر والتاسع عشر، أصبح بان شخصية هامة في الحركة الرومانسية في أوروبا الغربية بالإضافة إلى حركة الوثنية الجديدة في القرن العشرين.

## علم الأساطير

### المعركة مع تايفوس
تولت أمالثيا مسؤولية تربية إله الماعز إيغيبان جنبًا إلى جنب مع الطفل زيوس في كريت. في المعركة التي خاضها زيوس مع تايفوس، أعاد إيغيبان وهرمس سرقة «أوتار» زيوس التي خبأها تايفوس في كهف كوريكيان. ساعد بان أخاه بالتبني في حرب الجبابرة من خلال إطلاقه صرخة مروعة لتشتيت الأعداء في ذعر. يُعتبر إيغيبان في بعض التقاليد ابن بان، وليس والده. تظهر كوكبة الجدي تقليديًا على هيئة الماعز البحري، الذي يمثل ماعزًا بذيل سمكة (انظر إيغايون «شبيه الماعز» الذي يُدعى برياريوس، أحد أنواع الـهيكاتونخيريس). وفقًا لما جاء في كتاب علم الفلك الشعري لهيغينوس عن الأسطورة «المصرية» (التي اختُرعت على ما يبدو بهدف تبرير ارتباط بان بالجدي)، لجأ إيغيبان – بان في هيئة الماعز الإلهية – إلى الغوص في نهر النيل بعد تعرضه لهجوم الوحش تايفوس؛ احتفظت أجزاء جسمه فوق الماء بشكل الماعز بينما تحولت الأجزاء الموجودة تحت الماء إلى سمكة.

### الجوانب الجنسية
اشتُهر بان بقدراته الجنسية وغالبًا ما يُصور مع فالوس. روى ديوجانس الكلبي، على سبيل المزاح، أسطورة عن تعلم بان الاستمناء من أبيه هرمس وتعليمه هذه العادة للرعاة.
تشير أسطورة أخرى إلى إغواء بان لآلهة القمر سيليني، خادعًا إياها بصوف الخروف.
تشمل إحدى أساطير بان الشهيرة أصل مصفاره، المصنوع من أطوال مختلفة من القصب المجوف. كانت سيرينكس حورية غابة جميلة من أركاديا وابنة لادون، إله النهر. أثناء عودتها من الصيد في أحد الأيام، قابلها بان. للتخلص من إلحاحه ولجاجته، هربت الحورية الجميلة ولم تتوقف لسماع مجاملاته. استمر بان في مطاردتها من جبل ليكايوم حتى وصولها إلى أخواتها اللواتي حولنها على الفور إلى قصبة. أدى هبوب الرياح عبر هذا القصب إلى تولد ألحان حزينة. اختار الإله بان، الذي ما يزال مفتونًا بالحورية، بعضًا من هذا القصب، إذ لم يستطع معرفة القصبة التي تحولت سيرينكس إليها، إذ قطع سبع قصبات (أو تسع وفقًا لبعض النسخ الأخرى)، وصفّها بأطوال متناقصة تدريجيًا جنبًا إلى جنب ليشكل الآلة الموسيقية التي حملت اسم محبوبته سيرينكس. حمل بان هذه الآلة الموسيقية منذ ذلك الحين ونادرًا ما شوهد بدونها.
كانت الحورية إيكو «الصدى» مغنية وراقصة رائعة وعُرفت باحتقارها حب أي رجل. أثار هذا غضب بان، إله الشهوات، وأمر أتباعه بقتلها. تمزقت إيكو إلى أشلاء وتناثرت في جميع أنحاء الأرض. تلقت غايا، آلهة الأرض، أشلاء إيكو، التي استمر صوتها في ترديد الكلمات الأخيرة للآخرين. في بعض النسخ، أنجب بان وإيكو طفلين: يامبي وإينكس. في نسخ أخرى، وقع بان في حب إيكو، لكنها احتقرت حب أي رجل وكانت مفتونة بناركيسوس. بعد إلقاء هيرا لعنتها على إيكو وحرمانها القدرة على الكلام ما عدا تكرار الكلمات التي يقولها شخص آخر، لم تتمكن بالنتيجة من التحدث والدفاع عن نفسها. تبعت بعد ذلك ناركيسوس إلى بركة، حيث وقع في حب انعكاسه متحولًا إلى زهرة النرجس. تلاشت إيكو في نهاية المطاف، لكن بقي صوتها مسموعًا في الكهوف وغيرها من الأماكن المماثلة. 
أحب بان أيضًا حورية تدعى بيتيس، التي تحولت إلى شجرة صنوبر من أجل الهروب منه. في نسخة أخرى، اشتبك بان مع إله الرياح بورياس تنافسًا على بيتيس الجميلة. اقتلع بورياس جميع الأشجار لإبهارها، لكن ضحك بان واختارته بيتيس. طاردها بورياس بعد ذلك وألقاها من أعلى جرف ما أدى إلى وفاتها. أشفقت غايا على بيتيس لتحولها في النهاية إلى شجرة صنوبر.
وفقًا لبعض التقاليد، علّم بان دافنيس، ابن رعوي لهرميس، كيفية العزف على مصفار بان، ووقع في حبه أيضًا.
أُطلق على النساء اللواتي مارسن علاقات جنسية مع العديد من الرجال اسم «فتيات بان».

### الفزع
عانى بان من الاضطرابات في قيلولته المنعزلة بعد الظهر، وأثار صراخه الغاضب الذعر (بانيكون دايما) في الأماكن المهجورة. بعد هجوم الجبابرة على أوليمبوس، زعم بان أن الفضل عائد له في انتصار الآلهة نظرًا إلى إخافته للمهاجمين. في معركة ماراثون (490 قبل الميلاد)، فضّل بان الأثينيين وأثار الفزع في قلوب مهاجميهم من الفرس. 

### الموسيقى
وفقًا لاثنين من المصادر الرومانية المتأخرة، هيغينوس وأوفيد، استُبدل الساتير مارسياس ببان في موضوع المنافسة الموسيقية (أغون)، مع إلغاء عقوبة السلخ.
تجرأ بان ذات يوم على مقارنة موسيقاه بموسيقى أبولو، إذ تحدى أبولو، إله الكنارة، في اختبار للمهارة. اختير تمولوس، إله الجبال، للحكم بينهما. نفخ بان في مصفاره ليلقَ لحنه الرعوي إعجابه وإعجاب تابعه المخلص، ميداس، الذي حضر المنافسة صدفة. ضرب أبولو بعد ذلك أوتار كنارته. أعلن تمولوس على الفور فوز أبولو، ووافق الجميع باستثناء ميداس على الحكم. عارض ميداس النتيجة وشكك في عدالة الجائزة. لم يتحمل أبولو أذني ميداس الفاسدتين لفترة أطول فحولهما إلى أذني حمار.

## وصلات خارجية
- مصادر رئيسية عن فانوس
- مصادر رئيسية عن بان
- ميثولوجيا بان
- بان والسمة الأركادية